# 高知県立春野総合運動公園
高知県立春野総合運動公園（こうちけんえい はるのそうごううんどうこうえん）は、高知県高知市春野町にある都市公園（運動公園）。高知県が所有して、（公財）高知県スポーツ振興財団が指定管理者として管理する。
1971年に都市公園としての計画が決定され、1973年から事業着手。1979年（昭和54年）秋にオープンした。翌年から西武ライオンズ（現・埼玉西武ライオンズ）が春季キャンプとして使用するようになり、広く知られるようにある。
2002年に開催された第57回国民体育大会（よさこい高知国体）の主会場となったエリアでもある。

## 施設概要

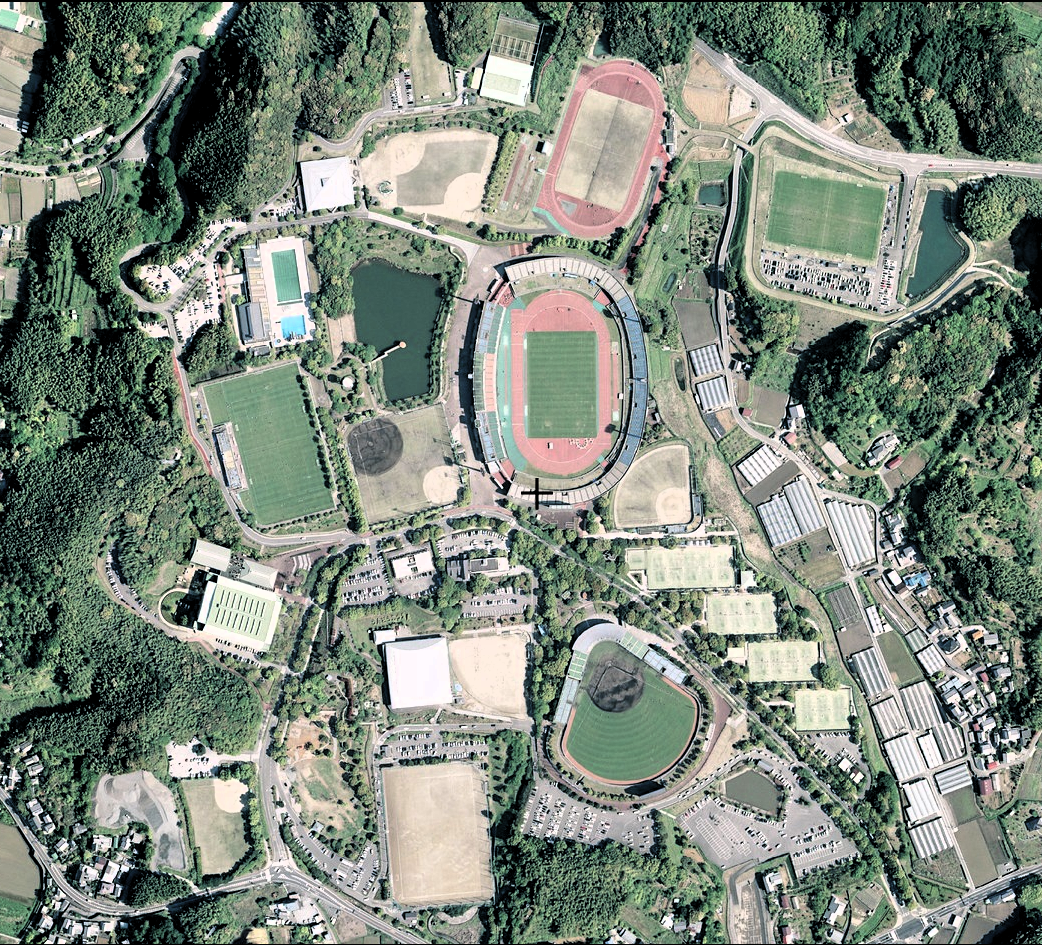
航空写真2010年撮影

- 野球場
- 陸上競技場
- 体育館
- 水泳場
- 相撲場
- 投球練習場
- ソフトボール場　2面
- 運動広場　4面
- 球技場
- 屋内運動場
- テニスコート
- 射撃場
- アーチェリー場

- 球技場
- 野球場
- 陸上競技場

## 交通アクセス

### バス
- 高知市中心部からは、長浜または桂浜行きバスで「団地南口」下車。同バス停から高知市乗合タクシーを利用する。

### 自家用車
- 高知自動車道
  - 高知ICより30分
  - 伊野ICより30分